# Jason Barry
Pour les articles homonymes, voir Barry.
Jason Barry est un acteur irlandais né le 14 décembre 1972 à Dublin. 
Il est surtout connu pour avoir joué Tommy, l'ami irlandais de Jack dans le film Titanic de James Cameron. Il tient également le premier rôle de plusieurs films dont The Still Life qui a remporté plusieurs récompenses.

## Filmographie

### Cinéma

#### Longs métrages
- 1995 : Le Cercle des amies de Pat O'connor : Nasey Mahon
- 1996 : The Last of the High Kings (en) de David Keating : Nelson Fitzgerald
- 1997 : Titanic de James Cameron : Tommy Ryan
- 1998 : La Loi du sang (Monument Ave.) de Ted Demme : Seamus
- 2000 : When the Sky Falls (en) de John Mackenzie : Dempsey
- 2000 : Muggers (film) (en) de Dean Murphy (en) : Gregor O'Reiley
- 2002 : Chaos de Géraldine Creed : un tueur
- 2003 : Conspiracy of Silence (en) de John Deery (en) : David Foley
- 2003 : Beyond Re-Animator de Brian Yuzna : le docteur Howard Phillips
- 2005 : Mirrormask de Dave McKean : Valentine
- 2006 : The Still Life de Joel A. Miller (en) : Julian Lamont
- 2006 : Honor de David Worth : Gabriel
- 2009 : Legend of the Bog de Brendan Foley : David Wallace
- 2010 : For Christ's Sake de Jackson Douglas : père Beckman
- 2012 : Hirokin (en) de Alejo Mo-Sun : Barson
- 2014 : United Passions : La Légende du football (United Passions) de Frédéric Auburtin : Edgar Willcox
- 2016 : I.T. de John Moore : Patrick

#### Courts métrages
- 2012 : 100 Degrees de lui-même : Vince
- 2014 : The American Dream de lui-même : Tom

### Télévision

#### Séries télévisées
- 1994 : The Bill : Mike O'Rourke (1 épisode)
- 1994 : Roughnecks : Rescuer (1 épisode)
- 1994-1995 : Screen Two : Vince Mawhinney / Mickey Malone (2 épisodes)
- 1998 : McCallum : Rory O'Neil (2 épisodes)
- 1999 : An Unsuitable Job for a Woman (en) : Mickey (épisode 3)
- 2000 : Métropolis (mini-série) : Alistair Hibbert
- 2003 : Servants (mini-série) : Frank Keneally
- 2003 : Absolute Power : Alan Broadman (1 épisode)
- 2010 : Undercovers : Sean Cullen (1 épisode)
- 2012-2013 : Love/Hate (TV series) (en) : Daniel "Dano" Loughman (9 épisodes)
- 2014 : Sons of Anarchy : Declan (épisodes 12 et 13, saison 7)

#### Téléfilms
- 2002 : Un papa d'enfer (en) de Simon Curtis : Eamon Fish
- 2005 : Whiskey Echo (en) de David Young : Dr. Raff Fletcher
- 2005 : Mon fils, envers et contre tous (The Baby War) de Jamie Payne : Fergal
- 2011 : Moon de Josh Tessier : Miles Lane

### Doublage
- 2016 : Call of Duty: Infinite Warfare (jeu vidéo) : Cpl Brooks